# شهرستان سن پاتریسیو (تگزاس)
شهرستان سن پاتریسیو، تگزاس (به انگلیسی: San Patricio County, Texas) یک سکونتگاه مسکونی در ایالات متحده آمریکا است که در تگزاس واقع شده‌است.

## خصوصیات
شهرستان سن پاتریسیو ۱٬۸۳۳٫۷۲ کیلومترمربع مساحت دارد.